# 入船町 (高雄市)
高雄市的入船町位於今天的鹽埕區五福四路與大勇路交叉處東南、忠孝國小一帶，約等於今之鹽埕區河濱、南端、沙地等里，以及新化里東側一帶所轄範圍。為瀨南鹽場一帶填海造陸後於1915年所設的五個町區之一。在1926年時，此區人口約有1838人。

## 町內設施
- 入船町派出所（現五福四路派出所）